# Monteviale
Monteviale – miejscowość i gmina we Włoszech, w regionie Wenecja Euganejska, w prowincji Vicenza.
Według danych na rok 2004 gminę zamieszkiwały 2034 osoby, 254,2 os./km².